# Francisco de Melo e Torres
Francisco de Melo e Torres (Lisboa, 1620 -  Lisboa, 7 de dezembro de 1667), 1.º Conde da Ponte e 1.º Marquês de Sande, General de Artilharia, do Conselho de Guerra de Portugal, Alcaide-mor de Terena, Comendador na Ordem de Cristo de São Salvador de Fornelos e Santiago da Grilho.
Escreveu várias obras matemáticas e astronómicas. Foi o Embaixador de Portugal em Londres entre 1657 e 1662.
Foi assassinado, por razões incertas, sendo que o motivo oficialmente comunicado, veiculava ter sido por engano.

### Educação e Carreira Militar

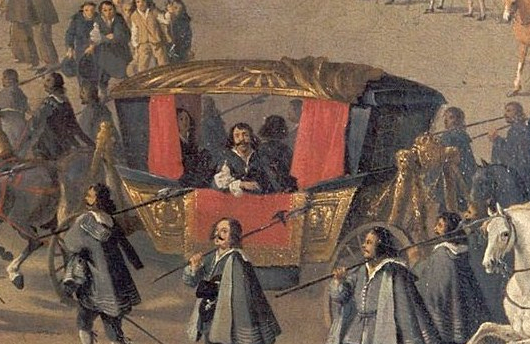
Francisco de Melo e Torres num coche (pormenor de quadro de Dirk Stoop). Ostenta na capa a cruz da Ordem de Cristo.

Teve uma educação jesuíta, desde os 6 ou 7 anos o Colégio de Santo Antão-o-Novo, onde enveredou pela área da Matemática e estudou a arte da guerra, frequentando a Aula da Esfera, demonstrando interesse em seguir a carreira militar.
De facto, aos 16 anos, recebeu a sua primeira comissão, como capitão de uma companhia de soldados em Setúbal, sendo pouco depois, em 1637, destacado para a alcaidaria de Tavira.
Com apenas 20 anos de idade, participou activamente no movimento vencedor dos "Fidalgos conhecidos por Quarenta Conjurados e que depois se acharam na feliz Aclamação do Senhor Rei D. João IV, e restituição que se lhe fez deste Reino de Portugal", em 1640.
Isso lhe valeu a nomeação, no início de 1641, como governador da praça alentejana de Olivença, que ocupa por alguns meses, num cargo de assaz importância por ser naquela região fronteiriça que se travava o conflito independentista com o inimigo espanhol.
Em Junho do ano seguinte foi nomeado como mestre de campo do Alentejo, acompanhando a mobilização ofensiva que se preparava na fronteira alentejana e que se consubstanciou nas campanhas de 1643 e 1644, onde participou nos ataques de sucesso sobre as vilas espanholas de Valverde, Alconchel e Villanueva del Fresno, no cerco falhado a Badajoz, e na célebre batalha do Montijo, em Maio de 1644, como comandante de um terço da infantaria. De permeio, assumiu novamente o cargo de governador de Olivença.
Entre 1649 e 1650, Melo e Torres substituiu temporariamente o conde de Cantanhede no governo militar de Cascais. Ali deparou-se com um contexto de alguma agitação, dada a presença dos príncipes ingleses Rupert e Maurice (príncipes dissidentes da instituída republica parlamentar inglesa e que havia deposto o seu monarca, Carlos I de Inglaterra) na barra do Tejo e as consequentes implicações que dai adviriam, nomeadamente com a presença coerciva da armada parlamentar inglesa às portas da capital portuguesa. Mais tarde, em 1651, viria a assumir de novo, por um curto espaço de tempo, o governo militar desta praça.
Entre 1651 a 1656 desempenhou o cargo de general de artilharia no Alentejo. Durante este período, devido à ausência simultânea de D. João da Costa (governador das armas) e de André de Albuquerque (general de cavalaria), assumiu de forma temporária, em mais do que uma ocasião, o governo da província alentejana, na qual permanecerá até à morte de D. João IV, em 1656, altura em que retorna a Lisboa.
Na redefinição dos postos militares, executada em Fevereiro de 1657, Melo e Torres pretendeu ocupar o cargo vago de general de cavalaria, o que não iria obter. É contudo nomeado para a embaixada a Inglaterra, iniciando assim a sua carreira na diplomacia, paralelamente ao encerrar da sua vida militar. Por esta altura terá igualmente recebido o título de comendador.

### Vida diplomática
Parte então para Londres, em Julho de 1657, numa comitiva integrada por Francisco Sá de Meneses, como secretário, e pelo padre Ricardo Russell do Colégio dos Inglesinhos. Melo e Torres tinha como principais instruções procurar incluir o reino português na liga que se projectava entre Suécia, Inglaterra e França, contra a Espanha e obter o apoio inglês contra a armada holandesa que estaria hipoteticamente a preparar-se para capturar a frota portuguesa oriunda do Brasil. A 28 de Abril de 1660 celebra um acordo com o Conselho de Estado Inglês, em funções após a dissolução do parlamento, num dos episódios da Restauração da monarquia inglesa daquele ano.
Como embaixador a Inglaterra acompanhou a então infanta D. Catarina de Bragança, quando esta foi casar com o rei Carlos II de Inglaterra.
Foi também ele que assinou em Paris a 24 de fevereiro de 1666 o contrato matrimonial de Afonso VI de Portugal, com Maria Francisca de Saboia, Mademoiselle d´Aumale. O casamento se celebrou por procuração em La Rochelle em 27 de junho e a nova rainha chegou a Lisboa a 2 de agosto.

## Obra
- Astronomia Moderna (1637);
- Introdução Geográfica (1638);
- Negociações, oito tomos referentes às suas embaixadas[1].

### Dados genealógicos
Era filho de Garcia do Melo e Torres, capitão de Cochim e vedor da fazenda do Estado da Índia e sua mãe, D. Margarida de Castro, filha de Henrique Correia da Silva, alcaide-mor de Terena.
Em meados de 1646 casou com a sua sobrinha, D. Leonor de Manrique, da qual teve três filhos:
- Garcia de Melo, segundo conde da Ponte.
- D. Madalena de Mendonça
- D. Maria Violante.[1]